# Аламатадж, Жалех
Жалех Аламатадж Гаем Магами (перс. ژاله عالم تاج قائم مقامی‎; март 1883, Farahan County, Центральный остан — 28 сентября 1947, Тегеран, Иран) — иранская поэтесса, автор произведений в духе исламского феминизма.

## Биография
Джалех родилась в 1883 году в Фарахане в семье Гоара Малеки и Мирзы Фатхолах. Когда Джалех исполнилось пять лет, она начала обучаться чтению на персидском и арабском языках. В возрасте пятнадцати лет она переехала со своей семьёй в Тегеран. В 1938 году была отдана замуж за друга её отца, Алиморадхана Бахтиари. В браке Джалех родила сына Хосейна Пежмана Бахтиари, а всего он продлился около трёх лет после чего супруги развелись. Их сын Хоссейн жил с отцом, пока ему не исполнилось двадцать семь лет, после чего всю последующую жизнь он жил с матерью.
Семейная жизнь с мужчиной, за которого её насильно отдали замуж, оказала сильное негативное влияние на её ментальное здоровье. Смерть родителей в течение первого года замужней жизни и рождение сына усугубили её состояние, и вскоре она подала на развод.
После этого Джалех продолжила жить в Фарахане. Она впала в депрессию, все её мысли и переживания нашли свой выход в стихах. Её личные скрытые чувства нашли отражение в одном из её стихотворений о сыне. В возрасте двадцати трех лет она стала свидетелем Конституционной революции. В течение этого периода времени, общество придерживалось консервативных взглядов в отношении женщин. В своём творчестве поднимала темы жизни в патриархальном обществе, угнетения и ущемление прав женщин.
Она умерла в возрасте 63 лет 27 сентября 1947 года. Была похоронена в Имамзаде Хасан, на западе Тегерана. Джалех ныне считается одной из важнейших иранских поэтесс своего времени.

## Работы
Джалех была первой иранской поэтессой, которая писала о своих личных проблемах. Её стихи не публиковались в течение многих лет. Публикацией стихов после её смерти занялся сын.
В своём творчестве поднимала в основном автобиографические темы, старалась выразить свой протест против традиционных стереотипов и убеждений в отношении прав женщин. Прятала свои произведения даже от сына.